# 1574
| [ Edytuj tabelę ]              | |
| Król Polski                    | - 1573 Henryk Walezy 1574 - 1574 bezkrólewie 1575 |
| Współksiążęta Andory           | - 1572 Joan Dimes Lloris 1576 - 1572 Henryk IV Burbon 1610                                                                                                  |
| Król Anglii                    | - 1558 Elżbieta I 1603 |
| Elektor Brandenburgii          | - 1571 Jan Jerzy 1598 |
| Książę Bawarii                 | - 1550 Albrecht V 1579 |
| Sułtan Brunei                  | - 1521 Abdul Kahar 1575 |
| Cesarz Chin                    | - 1572 Wanli 1620 |
| Król Czech                     | - 1564 Maksymilian II Habsburg 1576 |
| Król Danii                     | - 1559 Fryderyk II 1588 |
| Dalajlama                      | - 1543 Sonam Gjaco 1588 |
| Cesarz Etiopii                 | - 1563 Sertse Dyngyl 1597 |
| Król Francji                   | - 1560 Karol IX 1574 - 1574 Henryk Walezy 1589 |
| Król Hiszpanii                 | - 1556 Filip II 1598 |
| Landgraf Hesji-Kassel          | - 1567 Wilhelm IV Mądry 1592 |
| Stadhouder Holandii            | - 1573 Filip z Noircarmes 1574 - 1574 Wilhelm Orański 1584                                                                                                  |
| Szach Iranu                    | - 1524 Tahmasp I 1576 |
| Państwo Wielkich Mogołów       | - 1556 Akbar 1605 |
| Cesarz Japonii                 | - 1557 Ōgimachi 1586 |
| Kalif                          | - 1566 Selim II 1574 - 1574 Murad III 1595 |
| Patriarcha Konstantynopola     | - 1572 Jeremiasz II Tranos 1579 |
| Władca Korei                   | - 1567 Sŏnjo 1608 |
| Książę Kurlandii i Semigalii   | - 1561 Gotthard Kettler 1587 |
| Sułtan Maroka                  | - 1557 Abdullah al-Ghalib 1574 - 1574 Abu Abdullah Muhammad II 1576                                                                                         |
| Senior Monako                  | - 1532 Honoriusz I 1581 |
| Król Nawarry                   | - 1572 Henryk III 1610 |
| Król Norwegii                  | - 1559 Fryderyk II 1588 |
| Sułtan Omanu                   | - 1560 Abd Allah ibn Muhammad 1624 |
| Elektor Palatynatu             | - 1559 Fryderyk III 1576 |
| Papież                         | - 1572 Grzegorz XIII 1585 |
| Książę Parmy i Piacenzy        | - 1556 Oktawiusz Farnese 1586 |
| Król Portugalii                | - 1557 Sebastian 1578 |
| Książę w Prusach               | - 1568 Albrecht Fryderyk 1618 |
| Car Rosji                      | - 1547 Iwan IV Groźny 1584 |
| Cesarz Rzymski (niemiecki)     | - 1564 Maksymilian II Habsburg 1576 |
| Kapitanowie Regenci San Marino | - 1573 Lodovico Belluzzi Vincenzo Giannini 1574 - 1574 Marc'Antonio Gozi Gio. Antonio di Antonio 1574 - 1574 Giambattista Belluzzi Benedetto di Bianco 1575 |
| Elektor Saksonii               | - 1553 August Wettyn 1586 |
| Król Szkocji                   | - 1567 Jakub VI 1625 |
| Król Szwecji                   | - 1569 Jan III Waza 1592 |
| Król Tajlandii                 | - 1569 Maha Thammaracha Thirat 1590 |
| Sułtan Turków                  | - 1566 Selim II 1574 - 1574 Murad III 1595 |
| Doża Wenecji                   | - 1570 Alvise Mocenigo 1577 |
| Król Węgier                    | - 1563 Maksymilian II 1576 |

Rok 1574 / MDLXXIV
stulecia: XV wiek ~
XVI wiek ~
XVII wiek

lata: 1564 «
1569 «
1570 «
1571 «
1572 «
1573 «
1574
» 1575
» 1576
» 1577
» 1578
» 1579
» 1584

## Wydarzenia w Polsce
- 24 stycznia – pierwszy polski król elekcyjny Henryk Walezy przekroczył granicę polską pod Międzyrzeczem, witany przez biskupa kujawskiego Stanisława Karnkowskiego.
- 18 lutego – uroczysty wjazd do Krakowa króla Henryka Walezego, wybranego na elekcji w Warszawie.
- 21 lutego-3 kwietnia – w Krakowie obradował sejm koronacyjny[1].
- 21 lutego – koronacja Henryka Walezego na Wawelu.
- 18/19 czerwca – król Henryk Walezy uciekł z Polski, by objąć wakujący po śmierci swojego brata Karola tron francuski.
- 20 sierpnia–18 września – w Warszawie obradował sejm konwokacyjny[2].
- 24 sierpnia – senatorowie zebrani na zjeździe w Warszawie zdecydowali, że Henryk Walezy utraci koronę polską, jeśli nie wróci do Polski do 12 maja 1575 r.
- 10 października – w Krakowie, wielki tumult na tle religijnym i zburzenie zboru ewangelickiego.
- 26 października – przed krakowskim ratuszem ścięto pięciu uczestników tumultu z 10 października.

- Szymon Budny, polemista i teolog Braci Polskich, wydał własne tłumaczenie Nowego Testamentu.
- najad Tatarów na Podole, którzy rozłożyli kosz koło Gródka. Starcia z oddziałami, którymi dowodził Jakób Niezabitowski

## Wydarzenia na świecie
- 29 stycznia – wojna osiemdziesięcioletnia: zwycięstwo floty holenderskiej nad hiszpańską w bitwie pod Reimerswaal.
- 14 kwietnia – wojna osiemdziesięcioletnia: w bitwie o Mookerheyde, hiszpańskie wojska pod wodzą Sancho de Avila pobiły niderlandzkich rebeliantów dowodzonych przez Louisa z Nassau. Louis poległ w bitwie.
- 30 maja – po śmierci Karola IX Walezjusza królem Francji został Henryk III Walezy. Matka Henryka III Walezego Katarzyna Medycejska spełnia rolę regenta do czasu przybycia syna z Polski.
- 22 listopada – został odkryty archipelag Juan Fernández.
- 12 grudnia – Murad III został sułtanem Imperium osmańskiego.

Data dzienna nieznana:
- Iwan Fedorowicz wydał we Lwowie księgę liturgiczną Apostoł, najstarszą publikację z terenu Ukrainy.

## Urodzili się
- 17 stycznia – Robert Fludd, doktor medycyny, filozof, pisarz (zm. 1637)
- 4 marca – Carl Carlsson Gyllenhielm, feldmarszałek szwedzki (zm. 1650)
- 5 marca – William Oughtred, angielski matematyk, wynalazca suwaka logarytmicznego (zm. 1660)
- 5 marca – Fryderyk IV Sprawiedliwy, elektor Palatynatu Reńskiego (zm. 1610)
- 7 maja – Innocenty X, włoski duchowny katolicki, od 1644 papież (zm. 1655)
- 10 lipca – Klara Maria pomorska, księżniczka pomorska, księżna meklembursko-szweryńska na Güstrowie (zm. 1623)
- 20 lipca – Wilhelm Kettler, książę Kurlandii i Semigalii (zm. 1640)
- 1 września – Johann Zierenberg, burmistrz i burgrabia królewski w Gdańsku (zm. 1642)
- 6 września – Ludwik Sotelo, misjonarz na Filipinach, męczennik i błogosławiony katolicki (zm. 1624)
- 29 września – Ludovic Stewart, 2. książę Lennox, szkocki arystokrata (zm. 1624)
- 14 października – Anna Duńska, królowa Anglii i Szkocji (zm. 1619)
- 8 grudnia – Maria Anna Bawarska (1574–1616), księżniczka bawarska, arcyksiężna austriacka (zm. 1616)
- 10 grudnia – Mikołaj Łęczycki, polski teolog katolicki, mistyk, jezuita (zm. 1653)
- 13 grudnia – Adam Wacław cieszyński, z rodu Piastów, książę cieszyński (zm. 1617)
- 15 grudnia – Samuel Besler, kantor i kompozytor (zm. 1625)

Data dzienna nieznana: 
- Björn Jónsson á Skarðsá, islandzki historyk i znawca prawa (zm. 1655)
- Feng Menglong, chiński poeta, historyk i pisarz z czasów późnej dynastii Ming (zm. 1645)
- Henryk Firlej (arcybiskup gnieźnieński), prymas, podkanclerzy koronny, referendarz wielki koronny (zm. 1626)
- Andrzej Hakenberger, niemiecki kompozytor, śpiewak polskiej kapeli królewskiej w Krakowie (zm. 1627)
- Herman Han, malarz gdański (zm. 1628)
- Giulio Cesare Procaccini, włoski malarz i rzeźbiarz, przedstawiciel późnego manieryzmu lombardzkiego (zm. 1625)
- Józef Welamin Rutski, greckokatolicki metropolita kijowski (zm. 1637)
- Melchior Wejher, podskarbi ziem pruskich i ekonom malborski w latach (1616–1624), kasztelan elbląski (zm. 1643)
- Katarzyna z Nagasaki, japońska męczennica, błogosławiona katolicka (zm. 1622)

## Zmarli
- 18 stycznia – Gilles Garnier, oskarżony przez Inkwizycje o wilkołactwo
- 26 stycznia – Martin Helwig, pedagog i kartograf, „ojciec śląskiej kartografii” (ur. 1516)
- 30 stycznia – Damião de Góis, portugalski humanista i filozof (ur. 1502)
- 5 kwietnia – Katarzyna z Palmy, hiszpańska augustianka, wizjonerka, święta katolicka (ur. 1533)
- 30 maja – Karol IX Walezjusz, król Francji (1560-1574; ur. 1550)
- 27 czerwca – Giorgio Vasari, włoski historiograf sztuki, architekt i malarz (ur. 1511)
- 4 września – Katarzyna z Racconigi, włoska tercjarka dominikańska, mistyczka, błogosławiona katolicka (ur. 1487)
- 4 grudnia – Jerzy Joachim Retyk, profesor matematyki z Wittenbergi, kartograf, twórca przyrządów nawigacyjnych i innych, lekarz i nauczyciel (ur. 1514)
- 12 grudnia – Selim II, sułtan turecki z dynastii Osmanów (ur. 1524)

- Jan Maria Padovano, włoski rzeźbiarz działający w Krakowie (ur. 1493)